# Литмерк
Литмерк (словен. Litmerk) — поселення в общині Ормож, Подравський регіон‎, Словенія.